# Basilika Unserer Lieben Frau von Chèvremont

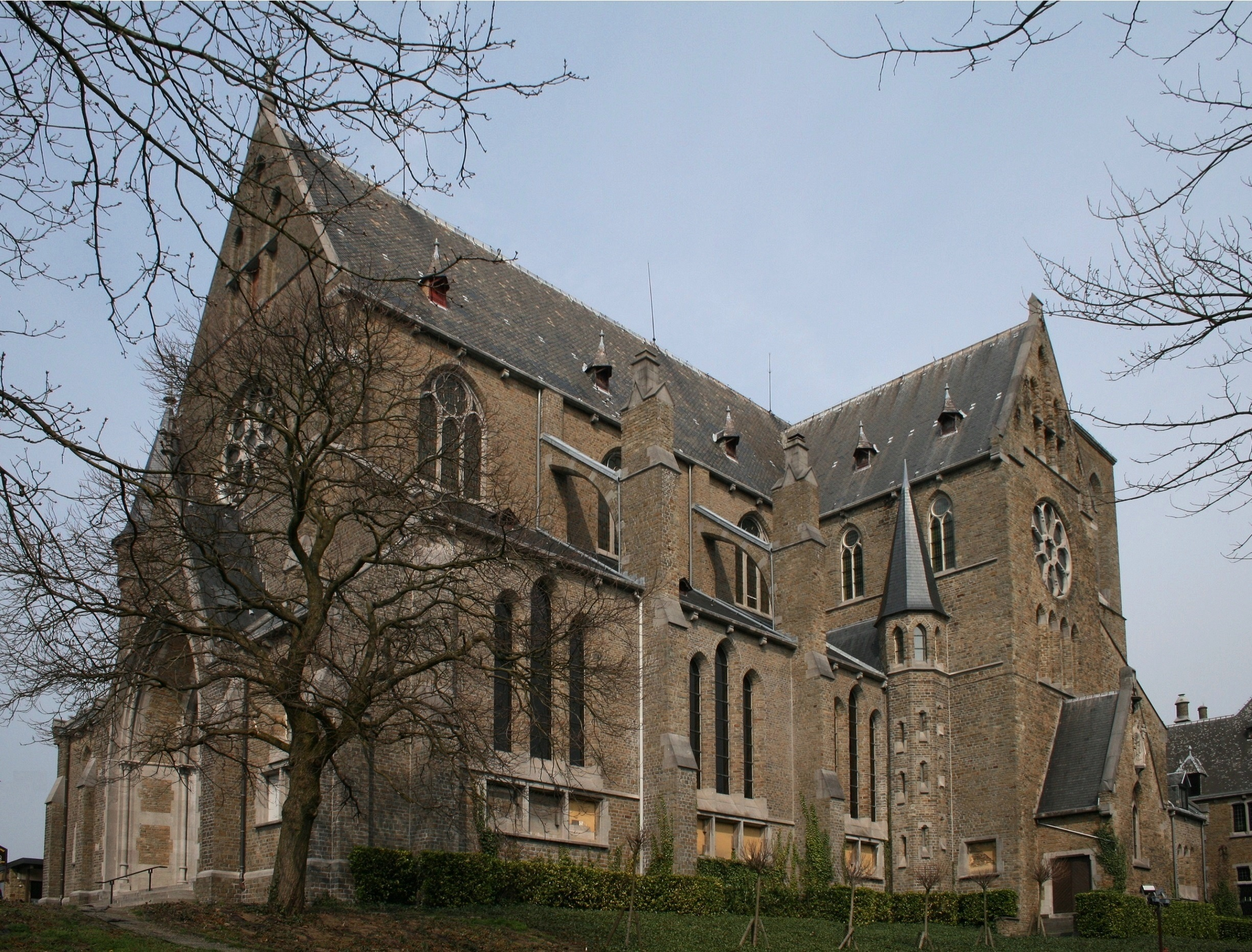
Außenansicht der Basilika

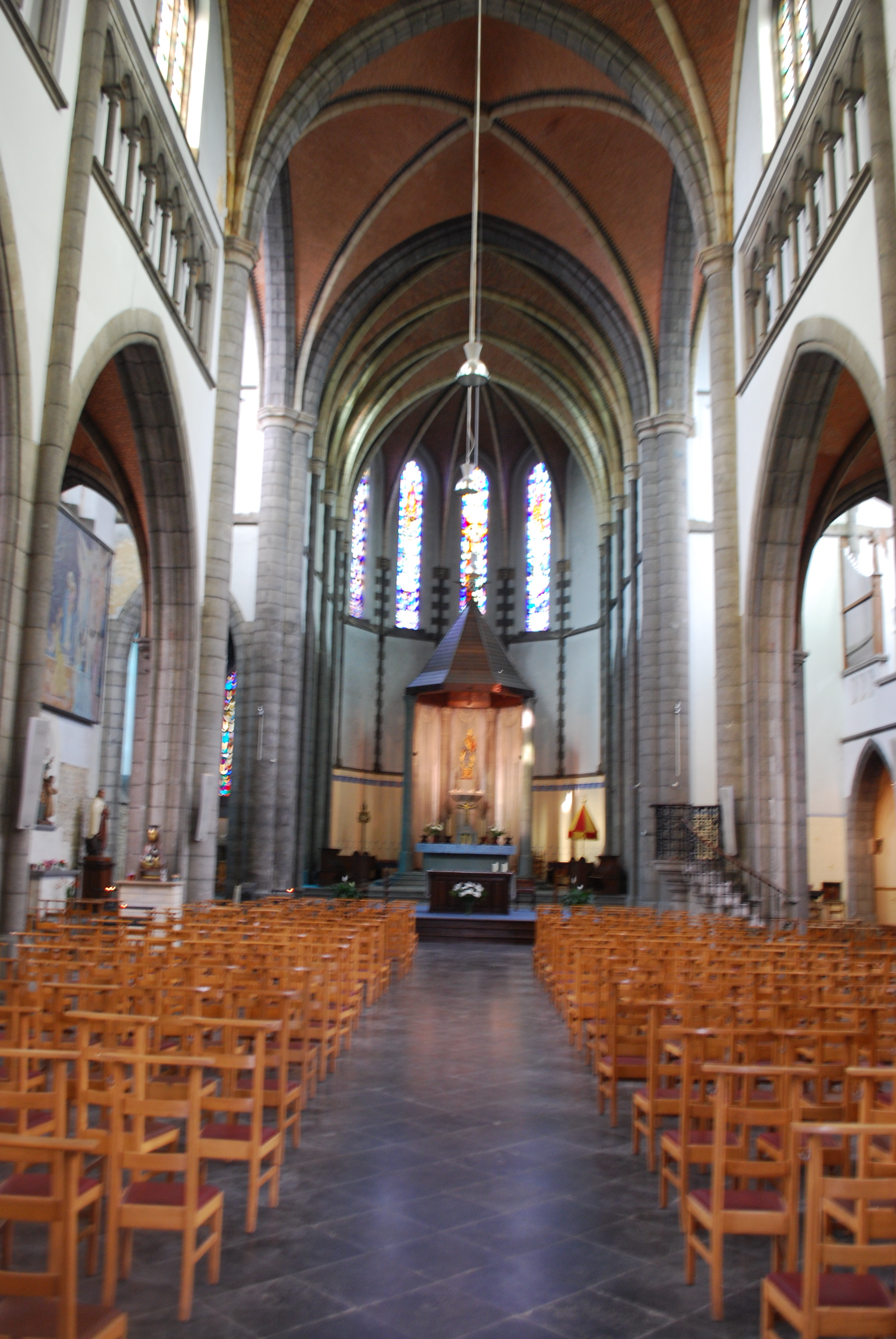
Choransicht

Die Basilika Unserer Lieben Frau von Chèvremont (französisch Basilique Notre-Dame de Chèvremont) ist eine ehemalige römisch-katholische Wallfahrtskirche in der Stadt Chaudfontaine in der Provinz Lüttich der Wallonischen Region Belgiens, die auf dem Hügel Chèvremont oberhalb der Weser liegt. Die Basilica minor des Bistums Lüttich ist seit dem 7. Jahrhundert ein Zentrum der Marienwallfahrt. Die Basilika samt Kloster wurde 2020 an ein Konsortium für Immobilienentwicklung verkauft, das die Anlage zu Wohnungen umbaut.

## Geschichte
Der Hügel Chèvremont wurde gemäß Ausgrabungen seit prähistorischer Zeiten für Befestigungsanlagen genutzt, später auch von Römern und Merowingern, deren Hausmeier Pippin der Mittlere hier eine Kanonikergemeinschaft stiftete und 714 beigesetzt wurde. Bereits seit dem 7. Jahrhundert wurde hier eine Statue der Jungfrau Maria als Mutter der Barmherzigkeit verehrt.
Bei den Invasionen der Normannen im 10. Jahrhundert zogen sich die Bevölkerung auf die Burg von Chèvremont zurück, die als uneinnehmbar galt, die Bedeutung und der Besitz der Abtei wuchsen. 987 eroberte Kaiserin Theophanu zusammen mit Notger, dem Fürstbischof von Lüttich, die Burg und schleiften sie. Trotz der zerstörten Kapelle dauerte die Wallfahrt an. Am oberen Teil des Hangs errichteten 1688 englische Jesuiten aus Lüttich eine fünfeckige Kapelle. Über der 75 Zentimeter großen Statue der Muttergottes der Barmherzigkeit stehen die Anrufung und die Jahreszahl: S. MARIA ORA PRO ANGLIA 88. Auf dem Weg zur Kapelle befinden sich sieben Oratorien, die die sieben Schmerzen Mariens darstellen.
In der ersten Hälfte des 19. Jahrhunderts nahmen Besuche und Pilgerfahrten zu, die Eröffnung der Bahnstrecke zwischen Aachen und Lüttich mit der Haltestelle Chaudfontaine erhöhte ab 1863 die Zahl der Pilger und Touristen weiter. Am 4. Mai 1874 pilgerten mehr als 20.000 Menschen nach Chèvremont, um für Papst Pius IX. zu beten, der den Kirchenstaat nach der italienischen Einigung von 1870 verloren hatte und sich als „Gefangener im Vatikan“ sah. Der Bischof von Lüttich Théodore de Montpellier nutzte die Gelegenheit, um die Errichtung eines Klosters auf dem Hügel zu starten. Er gab das Land an den Karmeliterorden, der die Pilger betreuen und eine angemessene Kirche bauen sollte. Nach Baubeginn 1877 konnten die Karmeliten 1878 ihr Kloster nach Plänen von Pierre Cuypers bereits vorläufig nutzen, der langsame Kirchbau nach Plänen von Edmond Jamar kam zwischen 1882 und 1897 zum Stillstand. Anschließend wurde die dreischiffige Basilika mit Querhaus im neugotischen Stil in zwei Jahren fertiggestellt, der Turm wurde nur bis Dachhöhe erbaut. Der Lütticher Bischof Victor-Joseph Doutreloux weihte die Kirche am 8. September 1899, dem Fest Mariä Geburt.
Während des Ersten Weltkriegs wurde die Kirche am 4. August 1914 bei der Eroberung von Lüttich durch deutsche Artillerie beim Beschuss des Festungsrings Lüttich wesentlich beschädigt, der Wiederaufbau erfolgte mit Hilfe der Kriegsentschädigungen bald. Am 9. September 1923 fand eine große Wallfahrt mit 40.000 Gläubigen statt, bei der die Statue der Notre-Dame de Chèvremont feierlich gekrönt wurde. Im Jahr 1928 erhob Papst Pius XI. die Kirche in den Rang einer Basilica minor. Zu Beginn des Zweiten Weltkriegs, dem 10. Mai 1940, wurde der Hügel von Chèvremont beim Angriff auf das Fort erneut bombardiert und stark beschädigt, erneut bei einer Bombardierung am 23. November 1944. Nur die kleine Kapelle der englischen Jesuiten blieb verschont. Der Wiederaufbau begann 1946 mit Hilfe deutscher Gefangener, doch mit geringen finanziellen Mitteln. Durch die Marienerscheinung 1933 im nahen Banneux war die Bedeutung der Kirche als Pilgerziel gesunken.